# Línea 18 (EMTUSA Gijón)
La línea 18 es una línea de autobús urbano operada por EMTUSA en Gijón, Asturias.

## Historia
En 1983 se alarga el recorrido de la línea Álvarez Garaya-Hospital de Cabueñes hasta el recientemente construido barrio de El Polígono. En 2020 se alargó ligeramente la línea en Nuevo Gijón.

## Pasajeros
La línea transportó a 1.237.348 pasajeros durante 2018, siendo la séptima línea de la ciudad por detrás de la 6 y por delante de la 20.

## Recorrido
Es una línea considerablemente larga, con una disposición este-oeste. Su parte occidental destaca por un callejeo por los barrios de Nuevo Gijón y El Polígono, teniendo un recorrido más directo en su mitad oriental. Cuenta con 30 paradas.
| Línea 18 Nuevo Gijón - Hospital de Cabueñes | Línea 18 Nuevo Gijón - Hospital de Cabueñes | Línea 18 Nuevo Gijón - Hospital de Cabueñes |
| Barrio                                      | Calle                                       | Características                             |
| ------------------------------------------- | ------------------------------------------- | ------------------------------------------- |
| Nuevo Gijón                                 | Concha Espina                               | Comienzo de la línea                        |
| Nuevo Gijón                                 | Juan Andrés Suárez García                   |                                             |
| Nuevo Gijón                                 | Peña Mea                                    |                                             |
| Nuevo Gijón                                 | Naranjo de Bulnes                           |                                             |
| Nuevo Gijón                                 | Dolores Ibárruri                            |                                             |
| Nuevo Gijón                                 | Sierra del Sueve                            |                                             |
| Nuevo Gijón                                 | Peña Ubiña                                  |                                             |
| Nuevo Gijón                                 | Avenida de la Constitución                  |                                             |
| El Polígono                                 | Puerto de Tarna                             |                                             |
| El Polígono                                 | Puerto de Somiedo                           |                                             |
| El Polígono                                 | Puerto de Leitariegos                       |                                             |
| El Polígono                                 | Puerto de San Isidro                        |                                             |
| El Polígono                                 | Avenida de Portugal                         |                                             |
| Laviada                                     | Carlos Marx                                 |                                             |
| Laviada                                     | Sanz Crespo                                 | Da servicio a la Estación de Gijón          |
| El Centro                                   | Palacio Valdés                              |                                             |
| El Centro                                   | Avenida de la Costa                         |                                             |
| El Centro                                   | 17 de agosto                                |                                             |
| El Centro                                   | Avenida de Pablo Iglesias                   | Carril bus                                  |
| El Coto                                     | Avenida de Pablo Iglesias                   | Carril bus                                  |
| El Coto                                     | Anselmo Solar                               |                                             |
| Viesques                                    |                                             |                                             |
| Bernueces                                   | Carretera de Castiello                      |                                             |
| Bernueces                                   | Luís Ortiz Berrocal                         |                                             |
| Somió                                       | Blasco Garay                                |                                             |
| Somió                                       | Pedro Lucuze y Ponce                        | Da servicio al Campus de Gijón              |
| Cabueñes                                    | Wilfredo Ricard                             |                                             |
| Cabueñes                                    | Avd. del Jardín Botánico                    |                                             |
| Cabueñes                                    | Luis Moya Blanco                            |                                             |
| Cabueñes                                    | Los Prados                                  | Fin de la línea en el Hospital de Cabueñes  |

## Flota
Opera varios modelos, siempre autobuses estándar.